# CD-spelare

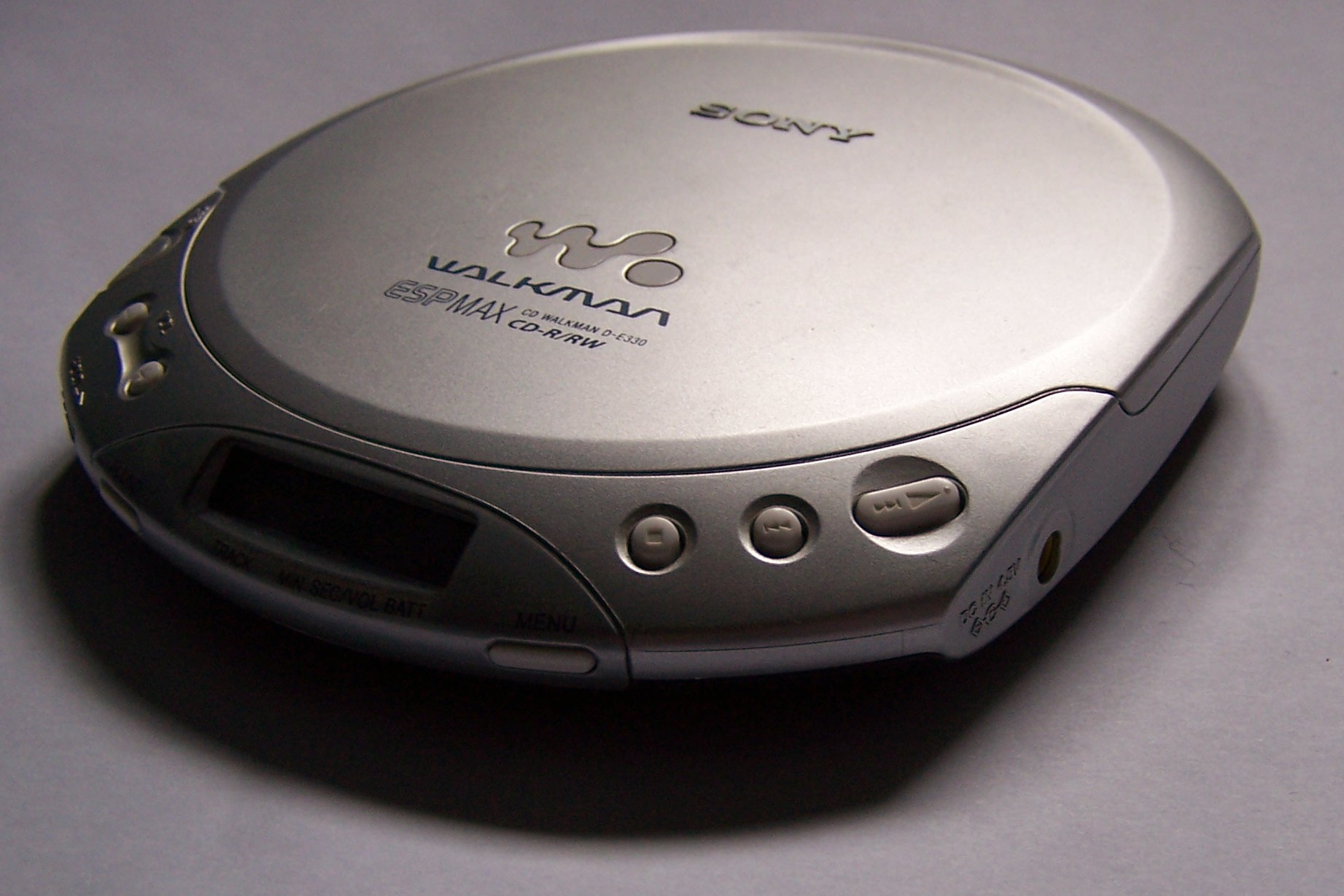
Sony cd Walkman D-E330

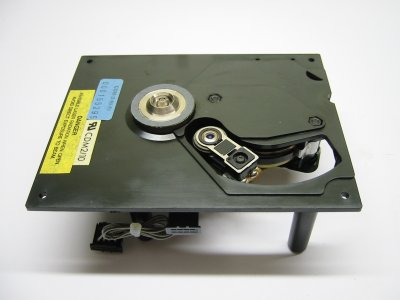
En CD-spelares innanmäte

En CD-spelare är en elektronisk apparat, avsedd för uppspelning av CD-skivor.
CD-spelare brukar oftast finnas i en stereo för hemmabruk, en bilstereo, i datorer eller som portabla enheter. Vissa cd-spelare klarar av att spela upp skivor av andra typer än CD, som exempelvis DVD eller CD-ROM. DJ:s använder sig av mer avancerade cd-spelare där man bland annat kan ändra ljudets hastighet och tonart.
De flesta cd-spelarna matas bara med en skiva, men det finns cd-spelare som kan matas med flera skivor samtidigt och de kallas cd-växlare. Fördelen med dessa är att man kan växla mellan ljudspår från olika skivor, utan att behöva byta skiva.
Sony och Philips var de två företag som jobbade hårdast med att utveckla den nya tekniken Compact Disc. År 1981 hade de tillsammans utvecklat en accepterad standard för denna teknik vilket möjliggjorde att man kunde börja tillverka och sälja cd-spelare för allmänheten. Det utvecklades olika prototyper av spelare, där man bland annat testade olika lägen att placera själva skivan i. Sony var först ut på marknaden år 1982 med sin modell CDP-101. Sony lyckades även år 1984 lansera den första portabla cd-spelaren D-50, som sålde över alla förväntningar. Modellen fick sedan namnet Discman eftersom det var cd-marknadens motsvarighet till Walkman.
År 1983 kan man säga var startåret för cd-spelaren eftersom försäljningen då kom igång på allvar. Utöver Sony hade bland annat Philips och Hitachi modeller ute på marknaden. Sony sålde så många spelare att andra tillverkare tvingades halvera sina priser. År 1986 såldes det över en miljon cd-spelare, vilket gör den till en av de snabbast växande elektronikprodukterna någonsin, tillsammans med den nyare DVD-spelaren.
Svenska språkrådet rekommenderar gemen stavning, det vill säga cd-spelare och cd-rom istället för CD-spelare och CD-ROM. .